# Kretania
Kretania (лат.) — западно-палеарктический род дневных бабочек из семейства голубянок.

## Описание
Глаза покрыты короткими и редкими волосками. Булава усиков образована 16 члениками. На нижней стороны крыльев в центральной ячейке пятна отсутствуют. Одно или более пятен чёрного цвета в составе прикраевого ряда на нижней стороне задних крыльев центрированы голубыми блестящими чешуйками.

## Виды
- Kretania alcedo
- Kretania allardi
- Kretania beani
- Kretania csomai
- Kretania eurypilus
- Kretania hesperica
- Kretania iranica
- Kretania martini
- Kretania modica
- Kretania nicholli
- Kretania patriarcha
- Kretani aphilbyi
- Kretania psylorita
- Kretania pylaon
- Kretania sephirus
- Kretania stekolnikovi
- Kretania trappi
- Kretania usbeka
- Kretania zephyrinus